# کالیبر ۳۰۸ وینچستر
کالیبر ۳۰۸ وینچستر (انگلیسی: .308 Winchester) یک فشنگ تفنگ گلوله‌زنی بدون لبه و دارای گلوگاه با باروت بی‌دود است که به‌طور گسترده برای شکار، تیراندازی به هدف، پلیس، ارتش و برنامه‌های حفاظت شخصی در سطح جهان استفاده می‌شود. با اینکه کالیبر این فشنگ با کالیبر ۵۱×۷٫۶۲ میلی‌متر ناتو مشابه است اما یکسان نیستند.